# Ла-Гранд-Берош
Ла-Гранд-Берош (фр. La Grande-Béroche) — громада в Швейцарії в кантоні Невшатель.

## Географія
Громада розташована на відстані близько 55 км на захід від Берна, 16 км на південний захід від Невшателя.
Ла-Гранд-Берош має площу 42,1 км², з яких на 11,6 % дозволяється будівництво (житлове та будівництво доріг), 42,9 % використовуються в сільськогосподарських цілях, 44,6 % зайнято лісами, 0,9 % не є продуктивними (річки, льодовики або гори).

## Демографія
2019 року в громаді мешкало 8795 осіб (-1,2 % порівняно з 2010 роком), іноземців було 18,2 %. Густота населення становила 209 осіб/км².
За віковим діапазоном населення розподілялося таким чином: 20,8 % — особи молодші 20 років, 57,9 % — особи у віці 20—64 років, 21,3 % — особи у віці 65 років та старші. Було 3915 помешкань (у середньому 2,2 особи в помешканні).
Із загальної кількості 2956 працюючих 201 був зайнятий в первинному секторі, 868 — в обробній промисловості, 1887 — в галузі послуг.